# Palosa
Álvaro Palomino Sandoval (Popayán, Colombia), más conocido como Palosa es un caricaturista e ingeniero colombiano. 

## Biografía
Palosa estudió Ingeniería Mecánica en Pereira y funge de Caricaturista en Bogotá.La primera publicación de Palosa en un medio impreso fue en el periódico "El Espectador" en una sección que daba cabida a caricaturistas aficionados, cuando apenas tenía 15 años de edad. A partir de entonces y después de estudiar en la universidad se trasladó a Bogotá. En 1979 crea una sección para "El siglo" llamada "Entre tinto y tinta". En 1981 comienza su trabajo con el periódico "El Tiempo" en sus diferentes publicaciones: Revista Elenco, Carrusel, Cronómetro y Lecturas Dominicales. También hace algunos trabajos en "El Mundo" de Medellín ese mismo año. Trabaja en 1983 y 1984 con la revista "Nueva Frontera". En 1986 empieza a publicar en la revista "Avianca y Sam" en la página de humor.
Palosa fue nombrado uno de los cien personajes del año 1993 de la Revista Aló.
Palosa ha colaborado con; periódicos: El Nuevo siglo, El Espectador, El Tiempo, Portafolio, El Mundo, El Siglo, El País. Revistas: Crédencial, Cromos, Carrusel, Summa, Avianca, Aló, Diners, Wall Stress, Alternativa, Síntesis Económica, Al día, Mamola. Televisión: Noticiero AM-PM, Semana Económica, Testimonio, Acucnoticias.

## Reconocimientos
- Premio Simón Bolívar: 1995 y 2005. Nominado: 1991, 1992, 1993, 1994, 1997, 2000.
- Premio Álvaro Gómez Hurtado: 2008, 2012.
- Premio Nacional de Periodismo CPB: 1992, 1998, 2004 y una mención fuera de concurso en el año 1994.
- Premio Nacional de Periodismo Ecológico CPB: 1993.
- Primer Festiva mundial de Humor Gráfico en Colombia: 1989
- Primer premio en caricatura política y mención especial del "Museo Rayo"

## Libros
- "El mejor caricaturista del mundo" abril de 1993.